# Асаковская колония серых цапель
Асаковская колония серых цапель — памятник природы регионального (областного) значения Московской области, который включает ценные в экологическом, научном и эстетическом отношении природные комплексы и объекты, нуждающиеся в особой охране для сохранения их естественного состояния:
- ценные объекты природы (колония птиц);
- места обитания редких видов животных, занесённых в Красную книгу Московской области.

Памятник природы основан в 1986 году. Местонахождение: Московская область, Одинцовский городской округ, городское поселение Кубинка, в 1,6 км к западу от деревни Асаково, в 1,2 км к юго-востоку от деревни Софьино. Площадь составляет 8,37 га. Памятник природы включает участок леса в северной части квартала 32 Кубинского участкового лесничества Звенигородского лесничества. Имеет охранную зону, площадь которой составляет 8,55 га. Охранная зона включает южную часть квартала 32 Кубинского участкового лесничества Звенигородского лесничества.

## Описание
Территория памятника природы располагается на западном берегу Нарских прудов на плоской озерно-водноледниковой равнине, образовавшейся в результате застоя талых ледниковых вод в пределах древней ложбины стока. Абсолютные высоты территории составляют 174—176 м. Уклоны поверхности не превышают 1-2 градуса. Четвертичные отложения представлены с поверхности суглинками и песками. В почвенном покрове преобладают дерново-подзолы.
На территории памятника природы произрастают старовозрастные высокобонитетные культуры ели с примесью сосны, единично берёзы и осины. Возраст елей — более 100 лет, диаметр — 70—80 см и более. В кустарниковом ярусе местами обильна бузина красная и малина обыкновенная, встречаются лещина, крушина, местами черёмуха, калина, жимолость обыкновенная, а также присутствует многочисленный подрост рябины высотой 1,5—3 м. Встречены единичные экземпляры ирги колосистой. Многие старые ели, в том числе и те, на которых расположены гнёзда цапель, к настоящему времени усохли в результате поражения короедом-типографом. В нижнем подъярусе травяного покрова преобладает кислица обыкновенная, в верхнем — доминируют недотрога мелкоцветковая и крапива двудомная, образуя почти сомкнутый полог. Здесь также произрастают: копытень европейский, будра плющевидная, черника, ландыш майский (редкий и уязвимый вид, не включённый в Красную книгу Московской области, но нуждающийся на территории области в постоянном контроле и наблюдении), вейник тростниковидный (лесной), костяника, купырь лесной, щитовники мужской и картузианский, кочедыжник женский, мицелис стенной, земляника обыкновенная, майник двулистный, вороний глаз, осоки пальчатая и удлинённая, ожика волосистая, мерингия трёхжилковая, сныть, гравилат городской, живучка ползучая. Моховой покров представлен плеврозиумом Шребера, хилокомиумом блестящим и видами рода мниум. Отмечено редкое возобновление ели около 5 м высотой.
Южнее расположен ельник, не повреждённый короедом-типографом, с единичными старыми берёзами. Малины, крапивы и недотроги здесь значительно меньше, а местами сохранились участки ельника кисличного зеленомошного. В травяно-кустарничковом ярусе присутствуют костяника, ландыш, мицелис стенной, а в моховом покрове доминирует плеврозиум Шребера. На отдельных участках встречается бересклет бородавчатый и осока волосистая.
По опушкам леса произрастает колокольчик персиколистный (редкий и уязвимый вид, не включённый в Красную книгу Московской области, но нуждающийся на территории области в постоянном контроле и наблюдении).
Животный мир памятника природы типичен для сообществ еловых лесов запада Московской области и обогащён видами водно-болотных угодий. На территории памятника природы обитают не менее 55 видов позвоночных животных, в том числе два вида амфибий, один вид рептилий, 40 видов птиц и 12 видов млекопитающих.
Основу фаунистического комплекса наземных позвоночных животных составляют виды, характерные для хвойных и смешанных лесов Нечернозёмного центра России, а также виды водно-болотных местообитаний. Доминируют виды, экологически связанные с еловыми лесами. На территории памятника природы выделяются три основных зоокомплекса (зооформации): зооформация хвойных лесов, зооформация водно-болотных местообитаний и зооформация лугово-полевых местообитаний.
Зооформация хвойных лесов занимает практически всю территорию памятника природы. С еловыми лесами памятника природы связаны следующие виды млекопитающих: обыкновенная бурозубка, лесная куница, горностай, ласка, рыжая полёвка, обыкновенная белка. Отмечаются заходы лося и кабана в южную часть территории памятника природы. Среди птиц в этих местообитаниях встречаются: большой пёстрый дятел, желна, вяхирь, обыкновенная кукушка, сойка, ворон, зяблик, обыкновенный поползень, обыкновенная пищуха, обыкновенный снегирь, зарянка, рябинник, белобровик, певчий дрозд, пеночка-весничка, пеночка-теньковка, зелёная пеночка, славка-черноголовка, большая синица, пухляк, лазоревка, московка, желтоголовый королёк, чиж, клёст-еловик, крапивник, мухоловка-пеструшка. Именно в старых еловых лесах памятника природы обитает кедровка — вид, занесённый в Красную книгу Московской области, и деряба — редкий и уязвимый вид, не включённый в Красную книгу Московской области, но нуждающийся на территории области в постоянном контроле и наблюдении.
Зооформация лугово-полевых местообитаний связана в своём распространении с опушками территории и представлена следующими видами: обыкновенный крот, лесной конёк, тетеревятник, перепелятник, обыкновенная овсянка, серая славка, ополовник, обыкновенная сорока и живородящая ящерица.
На территории памятника природы также встречаются обыкновенная лисица, заяц-беляк, встречающиеся как в лесных, так и в лугово-полевых местообитаниях.
Краевые части памятника природы, соседствующие с окружающими Нарские пруды низинными болотами и мелиоративными канавами, служат местом обитания видов водно-болотной зооформации. Здесь встречаются следующие виды: речной бобр, черныш, серая цапля, серая ворона, а также чёрный коршун, вид, занесённый в Красную книгу Московской области. Среди амфибий в этих местообитаниях многочисленны травяные и остромордые лягушки.

### Охранная зона
Территория охранной зоны памятника природы занимает участок озерно-водноледниковой равнины к юго-западу от памятника природы, располагающийся на абсолютных высотах 173—176 м. Относительно основной части территории её юго-восточная оконечность, расположенная непосредственно у берега Нарских прудов, занимает пониженное положение. Уклоны поверхности территории составляют 1—2°, а в пониженной юго-восточной части — до 3—4°. Поверхностные четвертичные отложения представлены песками и суглинками.
У восточной границы охранной зоны памятника природы отмечаются отрицательные антропогенные формы рельефа по типу траншей, воронок и ям глубиной до метра, а также насыпи высотой до полуметра.
Почвенный покров представлен, как правило, дерново-подзолами и дерново-подзолами глеевыми. В понижениях с замедленным дренажом, сложенных суглинистыми отложениями, сформировались дерново-подзолистые глеевые почвы.
Растительность охранной зоны представлена еловыми лесами разного возраста, спелым сосняком с еловым подростом и мелколиственными лесами, преимущественно березняками с примесью осины.
В северной части территории охранной зоны сохранился хороший ельник кисличный зеленомошный с единичными старыми берёзами. К нему примыкают небольшие по площади участки молодого загущённого ельника зеленомошного и мертвопокровного ельника, с деревьями высотой 15—20 м и с подростом из ели 3—4 м.
На юго-западе квартала расположен участок старого сосняка с елью во втором ярусе и небольшой примесью берёзы. Кустарники — крушина и малина — сомкнутого яруса не образуют. Отмечен подрост дуба и рябины. В травяно-кустарничковом ярусе доминируют кислица, ландыш, костяника, папоротники, вейник тростниковидный (лесной), произрастают осока пальчатая, дудник, земляника обыкновенная, черника, мерингия трёхжилковая. Из числа редких и уязвимых видов здесь растут ландыш и колокольчик персиколистный. Моховой покров образуют зелёные мхи: плеврозиум Шребера, гилокомиум блестящий и плагиомниум близкий.
На юге и востоке охранной зоны расположены спелые и молодые берёзовые разнотравно-злаковые леса с елью во втором ярусе. Травяной покров составлен лугово-лесными видами: ландышем майским, вейником тростниковидным (лесным), щучкой, овсяницей луговой, костяникой, купырем лесным, папоротниками, земляникой обыкновенной, ожикой волосистой, снытью, живучкой ползучей.
Ближе к опушкам в лесу встречается больше крапивы и недотроги мелкоцветковой, а территория местами замусорена. На южной границе квартала, по опушке в понижении, расположен заболоченный участок с рогозом широколистным, ирисом ложноаировидным, щучкой, таволгой вязолистной и подмаренником цепким.
Основу фаунистического комплекса наземных позвоночных животных составляют виды лесных местообитаний; виды лугово-полевых местообитаний и виды водно-болотного комплекса, которые имеют небольшую долю в видовом составе. На территории охранной зоны представлены те же зооформации, что и на территории памятника природы.
Охранная зона имеет важное значение для наземных позвоночных, обеспечивая возможность свободного перемещения животных между территорией памятника природы и соседними лесными массивами, поддерживая тем самым единство фауны и устойчивость природных сообществ территории памятника природы.

## Объекты особой охраны памятника природы
Охраняемые природные комплексы: старовозрастные высокобонитетные еловые насаждения с отдельными деревьями, на которых расположены гнёзда птиц, еловые кисличные зеленомошные леса.
Ценный объект природы: гнездовая колония серых цапель.
Места произрастания и обитания охраняемых в Московской области, а также иных редких и уязвимых видов растений и животных, зафиксированных на территории памятника природы.
Виды растений, являющиеся редкими и уязвимыми таксонами, не внесённые в Красную книгу Московской области, но нуждающиеся на территории области в постоянном контроле и наблюдении: ландыш майский и колокольчик персиколистный.
Охраняемые в Московской области, а также иные редкие и уязвимые виды животных:
- виды, занесённые в Красную книгу Московской области: чёрный коршун, кедровка;
- виды, являющиеся редкими и уязвимыми таксонами, не внесённые в Красную книгу Московской области, но нуждающиеся на территории Московской области в постоянном контроле и наблюдении: деряба.